# Björn Arngeirsson
Björn Arngeirsson (n. 960) fue un escaldo de Hólmi, Borg á Mýrum, Mýrasýsla en Islandia en el siglo XI. Era hijo del bóndi Arngeir Bessason. Björn es uno de los personajes principales de la saga de Bjarnar Hítdœlakappa, donde compite por el amor de una mujer con otro escaldo, Þórðr Kolbeinsson. Como guerrero vikingo era conocido como el «campeón del pueblo de Hitardal» (nórdico antiguo: Bjǫrn hitdaelakappi).